# 범띠 가시네
"범띠 가시네"는 1970년 공개된 대한민국의 영화이다.

## 배역
- 최인숙
- 유미
- 안인숙
- 허장강
- 황정순
- 주선태
- 이대엽
- 김홍지
- 이철
- 최영도
- 양미란